# Plagues of Babylon
Plagues of Babylon è l'undicesimo album in studio del gruppo heavy metal Iced Earth, pubblicato il 6 gennaio 2014 in Europa e il 21 gennaio negli USA da Century Media Records.

## Il disco
Questo è il primo album del gruppo che è stato registrato con il bassista Luke Appleton.
L'album avrebbe dovuto essere pubblicato a ottobre del 2013 ma è stato posticipato a causa del tour del gruppo.
Highwayman è una cover, scritta originariamente da Jimmy Webb.
Nella classificata tedesca German Media Control Charts l'album ha raggiunto la posizione numero 5.

## EP
The Plagues EP è un extended play su vinile in edizione limitata contenente 3 tracce dell'album: Plagues of Babylon, If I could see you, Peacemaker.

## Tracce
1. Plagues of Babylon – 7:47 (Jon Schaffer)
2. Democide – 5:22 (Jon Schaffer, Stu Block)
3. The Culling – 4:26 (Jon Schaffer, Troy Seele, Stu Block)
4. Among the Living Dead – 5:14 (Jon Schaffer, Troy Seele, Stu Block)
5. Resistance – 4:49 (Jon Schaffer, Troy Seele, Luke Appleton, Stu Block)
6. The End? – 7:13 (Jon Schaffer, Luke Appleton, Stu Block)
7. If I Could See You – 3:55 (Jon Schaffer)
8. Cthulhu – 6:04 (Jon Schaffer, Stu Block)
9. Peacemaker – 5:02 (Jon Schaffer, Stu Block)
10. Parasite – 3:30 (Jon Schaffer, Troy Seele, Stu Block)
11. Spirit of the Times – 5:05 (Jon Schaffer)
12. Highwayman – 3:12 (Jimmy Webb)
13. Outro – 0:24

## Formazione
Gruppo
- Stu Block – voce, cori
- Jon Schaffer – chitarra ritmica e acustica, cori, voce (traccia 12)
- Troy Seele – chitarra
- Luke Appleton – basso
- Raphael Saini – batteria

Altri musicisti
- Michael Poulsen, Russell Allen – voce e cori (traccia 12)
- Hansi Kürsch – voce (traccia 4), cori
- Thomas Hackmann, Andrew Peters, Matt O'Rourke, Bonna Ross Bernal – cori
- Daniel Schmitz, David Hambach, Christopher Jobi – tamburi da parata

Produzione
- Eliran Kantor – copertina
- Kevin Paul, Jon Schaffer – missaggio
- Sascha Buhren – mastering